# Economic Complexity Index

Economic Complexity Index, Weltkarte 2015

Der Economic Complexity Index (ECI; deutsch: Index der wirtschaftlichen Komplexität) ist ein ganzheitliches Maß für die produktiven Fähigkeiten großer Wirtschaftssysteme, in der Regel Städte, Regionen oder Staaten. Insbesondere versucht der ECI, das in einer Bevölkerung angesammelte Wissen zu erklären, das in den wirtschaftlichen Aktivitäten einer Stadt, eines Landes oder einer Region zum Ausdruck kommt. Um dieses Ziel zu erreichen, definiert die EBI das an einem Ort verfügbare Wissen als das durchschnittliche Wissen über die dort vorhandenen Aktivitäten und das Wissen über eine Aktivität als das durchschnittliche Wissen über die Orte, an denen diese wirtschaftliche Aktivität ausgeübt wird. Das Produktäquivalent des Economic Complexity Index ist der Product Complexity Index oder PCI.

## Hintergrund
Der ECI wurde von Cesar A. Hidalgo vom MIT Media Lab und Ricardo Hausmann von der Kennedy School of Government der Harvard-Universität entwickelt. Die Daten des ECI sind in The Observatory of Economic Complexity verfügbar. Die ursprüngliche Formulierung des Economic Complexity Index wurde 2009 in der wissenschaftlichen Fachzeitschrift PNAS veröffentlicht.

## Formulierung
In seiner strengen mathematischen Definition wird der ECI als Eigenvektor einer Matrix definiert, die Länder mit anderen Ländern verbindet, d. h. als Projektion der Matrix, die Länder mit den von ihnen exportierten Produkten verbindet. Da der ECI Informationen über die Vielfalt der Länder und die Ubiquität der Produkte berücksichtigt, ist er in der Lage, ein Maß für die wirtschaftliche Komplexität zu erstellen, das sowohl Informationen über die Vielfalt der Exporte eines Landes als auch über deren Entwicklungsstand enthält.
Beispielsweise exportieren Japan oder Deutschland mit hohen ECIs viele Güter, die eine geringe Ubiquität aufweisen und die von stark diversifizierten Ländern produziert werden, was darauf hindeutet, dass es sich um vielfältige und hochentwickelte Volkswirtschaften handelt. Länder mit niedrigem ECI, wie Angola oder Sambia, exportieren nur wenige Produkte, die von relativ hoher Ubiquität sind und die von Ländern exportiert werden, die nicht notwendigerweise sehr diversifiziert sind, was darauf hindeutet, dass es sich um Länder mit geringer Diversität handelt und dass die Produkte, die sie exportieren, nicht sehr hoch entwickelt sind.

## Nutzen

Economic Complexity Index vs. BIP/Person, 2016

Hidalgo und Hausmann schlagen das Konzept der ECI nicht nur als beschreibendes Maß vor, sondern auch als Prognoseinstrument für Wirtschaftswachstum und Einkommensungleichheit. Nach den in ihrem Atlas of Economic Complexity (2011) vorgestellten Statistikmodellen ist der ECI ein genauerer Prädiktor für das Pro-Kopf-Wachstum des BIP als traditionelle Maße für Governance, Wettbewerbsfähigkeit (Global Competitiveness Index des Weltwirtschaftsforums) und Humankapital (gemessen am Bildungsniveau). Der ECI zeigt auch eine starke negative Korrelation mit der Einkommensungleichheit, was darauf hindeutet, dass wissensintensivere Produktionsstrukturen in Bezug auf die Einkommensverteilung inklusiver sind, und liefert eine statistisch aussagekräftigere Erklärung für länderübergreifende Variationen der Einkommensungleichheit als die Kuznets-Kurve.